# Juan Mateo Zabala y Zabala
Juan Mateo Zabala y Zabala (Bilbao, 1777 - Zarautz, 1840) fou un erudit basc franciscà. Als 15 anys va ingressar en un convent a Bilbao el 1804, on va restar fins a l'exclaustració de Napoleó Bonaparte del 1808. Després del 1815 va estar al convent de Zarautz i en va ser el director. La seva fama deriva del fet que fou un erudit de la llengua basca sobre la qual va escriure diverses obres, algunes de les quals van quedar inèdites i altres foren publicades després de la seva mort.

## Carrera
Estudià llatí, i als quinze anys va ingressar a l'ordre Franciscana. El 1798 se li va declarar <idoni per ser instituït predicador> i el 1800 va rebre de fet la institució de tal predicador més la de <confessor de seglars>. Acabats els estudis, la seva inclinació el portava al camp de la predicació, però els seus superiors van jutjar oportú sotmetre'l primer a l'exercici d'una càtedra: el 1804 se'l va nomenar lector de filosofia per a estudiants seglars al convent de Bilbao, i va explicar aquesta classe fins que va venir l'exclaustració bonapartista el 1808. El 1815 es va traslladar al convent de Zarauz, i es va dedicar activament durant diversos anys a la predicació de missions pels pobles de Biscaia. El 1826 fou nomenat guardià o superior del convent de Zarautz; el seu guardianat es va distingir per les considerables reformes que va fer a l'església del convent i per la protecció que a altres religiosos de la mateixa Casa va prestar per a la publicació de llibres a la basca. va acabar el seu càrrec de guardià el 1829, i el 1832 va ser nomenat cronista del Col·legi, missió que va exercir escrupolosament fins que el 1839 va ser designat de nou per a guardià.
La reputació de Zabala neix de la competència i l'entusiasme amb què va escriure en llengua basca i en assumptes relacionats amb ella. Els llibres d'Astarloa i Larramendi van ser els primers mentors; amb la seva tutela inicial, amb les observacions de la seva experiència, amb la lectura dels llibres del convent i amb la correspondència que va mantenir amb el ferrer d'Abando i amb Lécluse, professor de literatura grega i secretari de la Facultat de Lletres de Tolosa, va adquirir el cabal de coneixements que va fer gala a les seves obres.
Totes van quedar inèdites quan ell va morir; unes s'han publicat després, d'altres segueixen manuscrites, i d'algunes no se'n coneix el parador. De totes elles, la primordial és El verbo regular vascongado del dialecto vizcaíno, publicat el 1848 a expenses de la Diputació de Guipúzcoa, i que no ha perdut la seva vàlua malgrat del molt que els estudis filològics han progressat des que Zabala la va escriure. També es seva Noticias de las obras vascongadas que han salido á luz después de la que cuenta el padre Larramendi (1856), publicada pel príncep Bonaparte, i que s'atribuïa a Agustín Pascual de Iturriaga amb error manifest, com o demostra mossèn Juan Ruiz de Larrinaga en el seu científic estudi bibliogràfic El vascófilo Franciscano R. P. Fr. Juan Mateo de Zabala (1927). Així mateix es autor d'una col·lecció de Fábulas en dialecto vizcaíno i de 103 conjugaciones del presente perfecto de indicativo en el dialecto vizcaíno.
Entre les obres inèdites, cal citar encara uns originals que es troben a l'arxiu del convent de Franciscans de Zarautz: Enmiendas y adiciones á la obra <"El verbo vascongado del dialecto vizcaíno">, Correcciones a la obra <Urteco domecac> del padre Astarloa. Hi ha referències d'altres diverses obres els quals originals no s'han pogut trobar.